# Кривое (озеро, Челябинская область)
Криво́е — небольшое озеро старичного типа в пойме реки Гумбейка. Расположено в Агаповском районе Челябинской области России.

## Археология
Озеро в первую очередь известно по расположенным поблизости захоронениям синташтского типа на площади более 10 км². Примечательно благодаря древнейшей из найденных где бы то ни было колесниц, возраст которой оценивается в 4 тыс. лет (2100—1700 до н. э.). В захоронении с двухколёсной колесницей были обнаружены: череп лошади, 3 чайника, 2 щечных ремня от узды, а также наконечники для копий и стрел. Обнаруженные кости датируются приблизительно 2026 годом до н. э.